# The Ultimate Fighter
『The Ultimate Fighter』（ジ・アルティメット・ファイター、略称：TUF）は、ESPN+で放送されるアメリカ合衆国のリアリティ番組である。総合格闘技団体「UFC」出場を目指す総合格闘家が、ネバダ州ラスベガスの合宿所で共同生活をしながらUFCの6桁保障の正式契約を賭けて競争を行う。
日本においては「UFC登竜門 ジ・アルティメット・ファイター」のタイトルでWOWOWにてテレビ放送されていた。2011年7月放送のシーズン13からは「UFC登竜門TUF（タフ）」に変更された。

## 概要
シーズン毎にヘビー級、ライトヘビー級、ミドル級、ウェルター級、ライト級、フェザー級、バンタム級、フライ級、ストロー級の9つの階級のうち1 - 2階級に焦点を当てて選手を招集。16名の選手がシーズン冒頭で8人ずつ2チームに選別され、トレーニング・セッションは原則としてチーム単位で行う。
シーズンの途中では選抜試合（エリミネイションバウト）が行われ、敗れた選手はシーズンから脱落する。最終的に生き残った2名が最終回として開催されるUFCの大会「The Ultimate Fighter Finale」で決勝戦を戦い、勝者はUFCとのファイトマネー6桁保障の出場契約を獲得する。
フィナーレ以外のエリミネイションバウトについてはファイトマネーは支払われるものの、全ての試合がネバダ州アスレチック・コミッションの管理のもと非公式戦（エキシビション）として扱われ、プロ戦績としては扱われない。

## シーズン一覧

### メイン・シーズン
| シーズン | タイトル                                                             | 放送期間                       | ヘッドコーチ                                               | 選手の階級                    | 優勝者                                        |
| -------- | -------------------------------------------------------------------- | ------------------------------ | ---------------------------------------------------------- | ----------------------------- | --------------------------------------------- |
| 31       | The Ultimate Fighter: Team McGregor vs. Team Chandler                | 2023年5月30日 - 2023年8月15日  | コナー・マクレガー マイケル・チャンドラー                  | ライト級 バンタム級           |                                               |
| 30       | The Ultimate Fighter: Team Peña vs. Team Nunes                       | 2022年5月3日 - 2022年7月19日   | ジュリアナ・ペーニャ アマンダ・ヌネス                      | ヘビー級 女子フライ級         | モハメド・ウスマン ジュリアナ・ミラー         |
| 29       | The Return of The Ultimate Fighter: Team Volkanovski vs. Team Ortega | 2021年6月1日 - 2021年8月17日   | アレクサンダー・ヴォルカノフスキー ブライアン・オルテガ    | ミドル級 バンタム級           | ブライアン・バトル リッキー・トゥルシオス     |
| 28       | The Ultimate Fighter: Heavy Hitters                                  | 2018年8月29日 - 2018年11月30日 | ロバート・ウィテカー ケルヴィン・ガステラム                | ヘビー級 女子フェザー級       | フアン・エスピーノ メイシー・チアソン         |
| 27       | The Ultimate Fighter: Undefeated                                     | 2018年4月18日 - 2018年7月4日   | スティーペ・ミオシッチ ダニエル・コーミエ                  | ライト級 フェザー級           | マイク・トリザーノ ブラッド・カトーナ         |
| 26       | The Ultimate Fighter: A New World Champion                           | 2017年8月30日 - 2017年11月29日 | エディ・アルバレス ジャスティン・ゲイジー                  | 女子フライ級                  | ニコ・モンターニョ                            |
| 25       | The Ultimate Fighter: Redemption                                     | 2017年4月19日 - 2017年7月5日   | コーディ・ガーブラント TJ・ディラショー                    | ウェルター級                  | ジェシー・テイラー                            |
| 24       | The Ultimate Fighter: Tournament of Champions                        | 2016年8月31日 - 2016年11月30日 | ジョセフ・ベナビデス ヘンリー・セフード                    | フライ級                      | ティム・エリオット                            |
| 23       | The Ultimate Fighter: Team Joanna vs. Team Cláudia                   | 2016年4月20日 - 2016年7月6日   | ヨアナ・イェンジェイチック クラウディア・ガデーリャ        | ライトヘビー級 女子ストロー級 | アンドリュー・サンチェス タチアナ・スアレス   |
| 22       | The Ultimate Fighter: Team McGregor vs. Team Faber                   | 2015年9月9日 - 2015年12月9日   | コナー・マクレガー ユライア・フェイバー                    | ライト級                      | ライアン・ホール                              |
| 21       | The Ultimate Fighter: American Top Team vs. Blackzilians             | 2015年4月22日 - 2015年7月8日   | アメリカン・トップチーム ブラックジリアンズ                | ウェルター級                  | カマル・ウスマン                              |
| 20       | The Ultimate Fighter: A Champion Will Be Crowned                     | 2014年9月10日 - 2014年12月10日 | アンソニー・ペティス ギルバート・メレンデス                | 女子ストロー級                | カーラ・エスパルザ                            |
| 19       | The Ultimate Fighter: Team Edgar vs. Team Penn                       | 2014年4月16日 - 2014年7月2日   | フランク・エドガー BJ・ペン                                | ライトヘビー級 ミドル級       | コーリー・アンダーソン エディ・ゴードン       |
| 18       | The Ultimate Fighter: Team Rousey vs. Team Tate                      | 2013年9月4日 - 2013年11月30日  | ロンダ・ラウジー ミーシャ・テイト                          | バンタム級 女子バンタム級     | クリス・ホルズワース ジュリアナ・ペーニャ     |
| 17       | The Ultimate Fighter: Team Jones vs. Team Sonnen                     | 2013年1月22日 - 2013年4月13日  | ジョン・ジョーンズ チェール・ソネン                        | ミドル級                      | ケルヴィン・ガステラム                        |
| 16       | The Ultimate Fighter: Team Carwin vs. Team Nelson                    | 2012年9月14日 - 2012年12月15日 | シェイン・カーウィン ロイ・ネルソン                        | ウェルター級                  | コルトン・スミス                              |
| 15       | The Ultimate Fighter: Live                                           | 2012年3月9日 - 2012年6月1日    | ドミニク・クルーズ ユライア・フェイバー                    | ライト級                      | マイケル・キエーザ                            |
| 14       | The Ultimate Fighter: Team Bisping vs. Team Miller                   | 2011年9月21日 - 2011年12月3日  | マイケル・ビスピン ジェイソン・ミラー                      | フェザー級 バンタム級         | ディエゴ・ブランダオン ジョン・ドッドソン     |
| 13       | The Ultimate Fighter: Team Lesnar vs. Team dos Santos                | 2011年3月30日 - 2011年6月4日   | ブロック・レスナー ジュニオール・ドス・サントス            | ウェルター級                  | トニー・ファーガソン                          |
| 12       | The Ultimate Fighter: Team GSP vs. Team Koscheck                     | 2010年9月16日 - 2010年12月4日  | ジョルジュ・サンピエール ジョシュ・コスチェック            | ライト級                      | ジョナサン・ブルッキンズ                      |
| 11       | The Ultimate Fighter: Team Liddell vs. Team Ortiz                    | 2010年3月31日 - 2010年6月19日  | チャック・リデル ティト・オーティズ / リッチ・フランクリン | ミドル級                      | コート・マッギー                              |
| 10       | The Ultimate Fighter: Heavyweights                                   | 2009年9月16日 - 2009年12月5日  | ラシャド・エヴァンス クイントン・ジャクソン                | ヘビー級                      | ロイ・ネルソン                                |
| 9        | The Ultimate Fighter: United States vs. United Kingdom               | 2009年4月1日 - 2009年6月20日   | ダン・ヘンダーソン マイケル・ビスピン                      | ウェルター級 ライト級         | ジェームス・ウィルクス ロス・ピアソン         |
| 8        | The Ultimate Fighter: Team Nogueira vs. Team Mir                     | 2008年9月17日 - 2008年12月13日 | アントニオ・ホドリゴ・ノゲイラ フランク・ミア              | ライトヘビー級 ライト級       | ライアン・ベイダー エフレイン・エスクデロ     |
| 7        | The Ultimate Fighter: Team Rampage vs. Team Forrest                  | 2008年4月2日 - 2008年6月21日   | クイントン・ジャクソン フォレスト・グリフィン              | ミドル級                      | アミール・サダロー                            |
| 6        | The Ultimate Fighter: Team Hughes vs. Team Serra                     | 2007年9月19日 - 2007年12月8日  | マット・ヒューズ マット・セラ                              | ウェルター級                  | マック・ダンジグ                              |
| 5        | The Ultimate Fighter 5                                               | 2007年4月5日 - 2007年6月23日   | BJ・ペン ジェンス・パルヴァー                              | ライト級                      | ネイサン・ディアス                            |
| 4        | The Ultimate Fighter 4: The Comeback                                 | 2006年8月17日 - 2006年11月11日 | なし                                                       | ミドル級 ウェルター級         | トラヴィス・ルター マット・セラ               |
| 3        | The Ultimate Fighter 3                                               | 2006年4月6日 - 2006年6月24日   | ティト・オーティズ ケン・シャムロック                      | ライトヘビー級 ミドル級       | マイケル・ビスピン ケンドール・グローブ       |
| 2        | The Ultimate Fighter 2                                               | 2005年8月22日 - 2005年11月5日  | マット・ヒューズ リッチ・フランクリン                      | ヘビー級 ウェルター級         | ラシャド・エヴァンス ジョー・スティーブンソン |
| 1        | The Ultimate Fighter 1                                               | 2005年1月18日 - 2005年4月9日   | ランディ・クートゥア チャック・リデル                      | ライトヘビー級 ミドル級       | フォレスト・グリフィン ディエゴ・サンチェス   |

### インターナショナル・シーズン
| シーズン                | タイトル                                           | 放送期間                       | ヘッドコーチ                                              | 選手の階級              | 優勝者                                                  |
| ----------------------- | -------------------------------------------------- | ------------------------------ | --------------------------------------------------------- | ----------------------- | ------------------------------------------------------- |
| ラテンアメリカ3         | The Ultimate Fighter: Latin America 3              | 2016年8月20日 - 2016年11月5日  | チャック・リデル フォレスト・グリフィン                   | ライト級                | マルティン・ブラボー                                    |
| ラテンアメリカ2         | The Ultimate Fighter: Latin America 2              | 2015年8月26日 - 2015年11月11日 | ケルヴィン・ガステラム エフレイン・エスクデロ             | ライト級 ウェルター級   | エンリケ・バルゾーラ エリック・モンターニョ             |
| ブラジル4               | The Ultimate Fighter: Brazil 4                     | 2015年4月5日 - 2015年6月21日   | アンデウソン・シウバ マウリシオ・ショーグン               | バンタム級 ライト級     | ヘジナウド・ヴィエイラ グライコ・フランサ               |
| ラテンアメリカ          | The Ultimate Fighter: Latin America                | 2014年8月20日 - 2014年11月5日  | ケイン・ヴェラスケス ファブリシオ・ヴェウドゥム           | フェザー級 バンタム級   | ヤイール・ロドリゲス アレハンドロ・ペレス               |
| ブラジル3               | The Ultimate Fighter: Brazil 3                     | 2014年3月9日 - 2014年5月25日   | ヴァンダレイ・シウバ チェール・ソネン                     | ヘビー級 ミドル級       | アントニオ・カルロス・ジュニオール ワーレイ・アウヴェス |
| カナダ&オーストラリア   | The Ultimate Fighter Nations: Canada vs. Australia | 2014年1月15日 - 2014年4月9日   | パトリック・コーテ カイル・ノーク                         | ミドル級 ウェルター級   | イライアス・テオドロウ チャド・ラプリーズ               |
| 中国                    | The Ultimate Fighter: China                        | 2013年12月7日 - 2014年1月26日  | カン・リー(統括本部長) ジャン・ティエカン アオ・ハイリン  | ウェルター級 フェザー級 | チャン・リーペン ニン・グァンユー                       |
| ブラジル2               | The Ultimate Fighter: Brazil 2                     | 2013年3月17日 - 2013年6月8日   | アントニオ・ホドリゴ・ノゲイラ ファブリシオ・ヴェウドゥム | ウェルター級            | レオナルド・サントス                                    |
| イギリス&オーストラリア | The Ultimate Fighter: The Smashes                  | 2012年9月19日 - 2012年12月14日 | ロス・ピアソン ジョージ・ソテロポロス                     | ウェルター級 ライト級   | ロバート・ウィテカー ノーマン・パーク                   |
| ブラジル                | The Ultimate Fighter: Brazil                       | 2012年3月25日 - 2012年6月23日  | ビクトー・ベウフォート ヴァンダレイ・シウバ               | ミドル級 フェザー級     | セザール・フェレイラ ホニー・ジェイソン                 |

### 日本版
| シーズン | タイトル           | 放送期間                     | ヘッドコーチ                        | 選手の階級 | 優勝者              |
| -------- | ------------------ | ---------------------------- | ----------------------------------- | ---------- | ------------------- |
| 日本     | Road to UFC: Japan | 2015年7月6日 - 2015年9月28日 | ロイ・ネルソン ジョシュ・バーネット | フェザー級 | 廣田瑞人 石原夜叉坊 |

## テーマ曲
- ジャリッド・メンデルソン「The Ultimate Remix」
- レッド・ホット・チリ・ペッパーズ「THigher Ground」 - The Ultimate Fighter: Liveから使用。